# Pterorthochaetes brevis
Pterorthochaetes brevis är en skalbaggsart som beskrevs av Sharp 1875. Pterorthochaetes brevis ingår i släktet Pterorthochaetes och familjen Hybosoridae. Inga underarter finns listade i Catalogue of Life.